# Yummy (bài hát của Justin Bieber)
"Yummy" là một bài hát của ca sĩ người Canada Justin Bieber được phát hành vào ngày 3 tháng 1 năm 2020, cùng với một video lyric thông qua Def Jam Recordings, là đĩa đơn chính trong album phòng thu thứ năm của anh, Changes. Bài hát này là đĩa đơn đầu tiên của Bieber với tư cách là một nghệ sĩ chính được phát hành trong hai năm rưỡi, sau đĩa đơn không phải album tháng 8 năm 2017, "Friends", hợp tác với nhà sản xuất BloodPop của Mỹ. Đáng chú ý, Bieber đã tham gia dịch vụ mạng xã hội chia sẻ video TikTok vào ngày phát hành bài hát.
"Yummy" nhận được nhiều ý kiến trái chiều từ các nhà phê bình âm nhạc, phần lớn trong số họ chỉ trích việc sản xuất bài hát, sáng tác và trình bày của Bieber, trong khi các nhà phê bình khác khen ngợi sự hấp dẫn của bài hát. Bài hát ra mắt ở vị trí thứ 113 trên US Billboard Hot 100, sau một tuần đạt đỉnh ở vị trí thứ 2 trong khi lọt vào top 5 ở Úc, Canada, Vương quốc Anh và nhiều quốc gia khác, và đạt vị trí số một ở New Zealand. Video âm nhạc chính thức của bài hát được phát hành vào ngày 4 tháng 1 năm 2020. Bieber đã nhận được những lời chỉ trích vì đã "quảng bá quá mức" bài hát của mình. Bieber đã biểu diễn "Yummy" lần đầu tiên trên Saturday Night Live cùng với "Intentions" kết hợp với rapper người Mỹ Quavo vào ngày 8 tháng 2 năm 2020. "Yummy" là sự liên tưởng đến cửa hàng bánh bao yêu thích của Justin Bieber là "Yummy Yummy Dumplings" ở Toronto, nằm ở Huron và Dundas, rất gần với căn hộ của Bieber ở Toronto.

## Bối cảnh
Vào ngày 23 tháng 12 năm 2019, Bieber đã đăng "trêu chọc" bản phát hành bằng cách đăng một bức ảnh của mình trước cây đàn piano kèm theo hai bài đăng với chú thích "ngày mai" lên mạng xã hội. Vào ngày hôm sau, anh ấy đã công bố đĩa đơn thông qua một đoạn trailer anh ấy tải lên YouTube cho thấy anh ấy đi bộ qua một trạm xăng bị bỏ hoang. Đoạn giới thiệu cũng đóng vai trò là một thông báo cho chuyến lưu diễn Bắc Mỹ sắp tới của anh bắt đầu từ ngày 14 tháng 5 năm 2020, cũng như một bộ phim tài liệu về "tất cả các câu chuyện khác nhau". Về âm nhạc sắp tới, Bieber nói rằng anh cảm thấy "điều này khác với các album trước chỉ vì nơi tôi đang ở trong cuộc đời".
Vào ngày phát hành của "Yummy", Bieber đã tham gia dịch vụ mạng xã hội chia sẻ video TikTok và đăng một video anh ấy hát nhép theo bài hát, đồng thời khuyến khích người hâm mộ của anh ấy làm như vậy. Bốn ngày sau, Bieber đã phát hành phiên bản giới hạn có chữ ký của "Yummy", bao gồm một băng cassette, đĩa hình ảnh bảy inch, sáu đĩa CD độc đáo và năm đĩa vinyl bảy inch độc đáo, chỉ có sẵn trong 24 giờ.  Bieber đã phát hành năm video âm nhạc bổ sung cho bài hát, có tên: "Animated Version", "x drew house, Animated Version", "Beliebers React", "Fan Lip Sync"  và "Food Fight"  và"Tik Tok Compilation Video"  và ra mắt một trò chơi trực tuyến "Yummy".

## Giai điệu và ý nghĩa
"Yummy" là một bản "R&B đơn giản"  theo nhịp pop-trap. Bài hát chứa một "dòng bass sắc nét và bàn phím plinking". Bieber rap hát đoạn điệp khúc trước, trong khi anh ấy chạm nốt "falsetto đặc trưng" của mình.  Bryan Rolli của tạp chí Forbes khen ngợi điệp khúc "quyến rũ" mặc dù "không có ý nghĩa".  Bài hát được coi là một bài thơ ca ngợi vợ của Bieber, Hailey Baldwin.   Trong một cuộc phỏng vấn độc quyền với Ellen DeGeneres, Bieber thừa nhận rằng "Yummy" nói về đời sống tình dục của anh ta.

## Phản ứng
"Yummy" nhận được nhiều ý kiến trái chiều từ các nhà phê bình âm nhạc. Rania Aniftos của tạp chí Billboard cho biết "Yummy" mang lại "Bieber tán tỉnh mà chúng tôi đã bỏ lỡ và chờ đợi", mô tả đoạn điệp khúc là "hấp dẫn". Bryan Rolli, viết cho Forbes, nói rằng Bieber "hát hết mình" về bài hát và lưu ý mặc dù "lời bài hát có thể không mời phân tích học thuật... Bieber chắc chắn nghe họ hát rất hay". Rolli kết luận gọi bài hát này "chiến thắng, phá vỡ bảng xếp hạng không thể tránh khỏi" và cho rằng nó "chắc chắn sẽ nghe hay hơn nữa khi 50.000 người hâm mộ hét lên mỗi đêm trong tour diễn sắp tới của anh ấy". Anh ấy nói rằng "mặc dù nó rất dễ thương," Yummy "cảm thấy cực kỳ nhẹ đối với một đĩa đơn có nhiều thứ như vậy" và nói thêm rằng bài hát "mất đi nhiều hương vị chỉ sau vài lần quay". Callas nhận xét thêm rằng "giọng hát mượt mà" đôi khi gợi nhớ đến sự hợp tác năm 2016 của Bieber với Post Malone, " Deja Vu ". Sam Moore 'NME' khen ngợi việc sản xuất R & B của bài hát, nhưng đã bỏ qua lời bài hát mà ông gọi là "những kỳ vọng thất bại". Ông cho rằng các nhà sản xuất của bài hát đã chọn "chủ nghĩa tối giản với sự lựa chọn nhạc cụ của họ, trộn các phím thoáng mát với nhịp đập pop-pop với một cái nhìn rõ ràng về việc tạo ra một thứ gì đó phổ biến như 'Hotline Bling' và 'Feels Like Summer' của Childish Gambino'".
Eric Torres của tạp chí Pitchfork chỉ trích bài hát này là "được thiết kế một cách đáng xấu hổ cho khoảng thời gian chú ý bị cắt ngắn của TikTok" và "một lớp vỏ không đổ máu của một bài hát R & B bị tê liệt bởi lời bài hát asinine và một phông nền mệt mỏi, bị lột xác". Ông còn viết thêm rằng bài hát "cao nguyên ngay khi nó bắt đầu, không bao giờ vượt qua sự lặp lại giống như 'yummy-yum' trong đoạn điệp khúc của nó. The Guardian 's Alexis Petridis viết rằng "Yummy" là "háo hức đi virus" trên TikTok, so sánh nó với những bài hát của virus trên các ứng dụng lip-syncing như Arizona Zervas ' s " Roxanne ", Ashnikko 's " Ngu ngốc " và Regard " Ride It ", và rằng "một thế hệ phát triển trên nền văn hóa internet đa tầng, rất phức tạp có thể phát hiện ra sự nhảm nhí một dặm: điều này rất háo hức khi bị nhiễm virus mà gần như chắc chắn sẽ không xảy ra." Petridis đã chỉ ra "phích cắm không biết xấu hổ cho nhãn hiệu thời trang dạo phố của mình Drew House", "việc sử dụng bẫy ebonics đáng sợ", "sử dụng trò chuyện trẻ con để cử chỉ mơ hồ về một thế giới khoái cảm tình dục" và "điệp khúc dường như được thiết kế hoàn toàn cho Gen Z- ers trong quần yoga để muỗng acai đông lạnh vào miệng trong khi bắt chước từ 'yummy' ". Anh ta kết luận bằng cách tuyên bố Bieber "không cần tính chất TikTok, nhưng khao khát sự phù hợp về văn hóa đại chúng - và sự tuyệt vọng đó lúng túng chống lại hạnh phúc hôn nhân có căn cứ về mặt tinh thần của hình ảnh hiện tại của anh ta".

## Video âm nhạc
Video âm nhạc cho "Yummy
" được đạo diễn bởi Bardia Zeinali và công chiếu trên YouTube vào ngày 4 tháng 1 năm 2020. Trong video, Bieber với mái tóc hồng trong bữa tiệc tối trong một nhà hàng sang trọng, ăn nhiều món ăn nhiều màu sắc khác nhau với khách trước khi bắt đầu bữa tiệc khiêu vũ. Video thu hút được 8.4 triệu lượt xem trong 24 giờ đầu tiên, trở thành tác phẩm đầu tiên trong 24 giờ lớn thứ hai của anh trên nền tảng trong số 5 đĩa đơn chính.

## Thương mại
Tại Hoa Kỳ, "Yummy" xuất hiện ở vị trí thứ hai trên bảng xếp hạng Hot 100 của Billboard, bị chặn khỏi vị trí hàng đầu bởi "The Box" của Roddy Ricch, trở thành đĩa đơn thứ hai liên tiếp của Bieber với tư cách là nghệ sĩ chính xuất hiện ở vị trí thứ hai, sau sự hợp tác của Ed Sheeran, "I Don't Care", đã bị chặn khỏi vị trí hàng đầu bởi " Old Town Road " của Lil Nas X với Billy Ray Cyrus. "Yummy" đã hạ xuống vị trí thứ mười vào tuần sau.
Trên UK Singles Chart, ca khúc đã xuất hiện ở vị trí thứ năm, trở thành đĩa đơn đầu tiên của anh không xuất hiện trong top 3 của bảng xếp hạng kể từ "One Time", đĩa đơn dẫn đầu từ EP đầu tay của anh, My World. "Yummy" cũng xuất hiện trong top 10 ở Ireland, nơi nó đã hạ cánh ở vị trí thứ 8, cũng như số 16 ở Scotland. Nó cũng xuất hiện trong top 20 của các quốc gia châu Âu khác, đứng thứ 7 ở Hà Lan, số 10 ở Ý và số 15 ở Đức.
Ở Châu Đại Dương, bài hát ra mắt ở vị trí thứ 8 tại Úc, đạt vị trí thứ 4. Ở New Zealand, nó đứng đầu bảng xếp hạng đĩa đơn trong tuần thứ hai.

## Tranh cãi
Bieber đã nhận được những lời chỉ trích vì quảng bá "Yummy" quá mức của mình trong tuần phát hành bài hát, bao gồm phát hành các biến thể CD có chữ ký, bảy video khác nhau cho bài hát, tung ra một trò chơi "Yummy" chính thức, tương tác với người hâm mộ trực tuyến liên quan đến Bieber hỏi người hâm mộ để mua bài hát và quản lý của Bieber, Scooter Braun khuyến khích người hâm mộ mua hàng loạt bài hát. Bieber nhận được phản ứng dữ dội vì thao túng các dịch vụ phát trực tuyến, với nhiều người gọi đó là nỗ lực "tuyệt vọng" và "đặc quyền" khi tìm mọi cách đưa bài hát ra mắt ở vị trí số một trên bảng xếp hạng Billboard Hot 100, sau khi dự đoán "The Box" của Roddy Ricch nhảy lên vị trí hàng đầu. Trong một buổi trực tiếp trên Instagram, Bieber đã yêu cầu người hâm mộ của mình phát trực tuyến và mua "Yummy" trên iTunes và đăng lại hướng dẫn từ một người hâm mộ có tiêu đề "Làm thế nào để đưa "Yummy" lên #1", chi tiết cách giúp bài hát đạt vị trí số một trên bảng xếp hạng. Những hướng dẫn đó bao gồm mua bài hát nhiều lần trên trang web và iTunes của Bieber, tạo danh sách nhạc Spotify chỉ bao gồm "Yummy" và phát trực tiếp bài hát đó với âm lượng thấp và có người hâm mộ bên ngoài Hoa Kỳ tải xuống ứng dụng VPN và đặt nó ở Hoa Kỳ để thổi phồng dòng Bieber của Hoa Kỳ đóng góp vào điểm xếp hạng. Tuy nhiên, "Yummy" chỉ xuất hiện ở vị trí thứ hai trên bảng xếp hạng Hot 100 của Billboard, bị chặn khỏi vị trí số một khi "The Box" vươn lên vị trí cao nhất.

## Bản phối lại
Một bản phối lại của "Yummy" với ca sĩ người Mỹ Summer Walker đã được phát hành một tháng sau bài hát vào ngày 3 tháng 2 năm 2020. Một bản phối lại của bài hát có sự tham gia của bộ đôi người Mỹ Florida Georgia Line đã được phát hành vào ngày 19 tháng 2 năm 2020, năm ngày sau khi album Change phát hành.

## Sản xuất
Nguồn từ Tidal.
- Justin Bieber - hát, sáng tác
- Jason "Poo Bear" Boyd - hòa âm phối khí, sáng tác
- Sasha Sirota - hòa âm phối khí, sáng tác
- Kid Culture - hòa âm phối khí
- Ashley Boyd - sáng tác
- Daniel Hackett - sáng tác
- Elijah Marrett-Hitch - trợ lý pha chế
- Chenao Wang - trợ lý kỹ thuật thu âm
- Chris "TEK" O'Ryan - kỹ thuật
- Josh Gudwin - kỹ thuật, mix, sản xuất giọng hát
- Colin Leonard - kỹ thuật

## Xếp hạng
| Chart (2020)                                    | Peak position |
| ----------------------------------------------- | ------------- |
| Argentina (Argentina Hot 100)                   | 23            |
| Úc (ARIA)                                       | 4             |
| Áo (Ö3 Austria Top 40)                          | 5             |
| Bỉ (Ultratop 50 Flanders)                       | 21            |
| Bỉ (Ultratop 50 Wallonia)                       | 14            |
| Bolivia (Monitor Latino)                        | 6             |
| Brazil (Top 100 Brasil)                         | 54            |
| Canada (Canadian Hot 100)                       | 3             |
| Canada CHR/Top 40 (Billboard)                   | 21            |
| Canada Hot AC (Billboard)                       | 34            |
| Colombia (National-Report)                      | 49            |
| Croatia (HRT)                                   | 60            |
| Cộng hòa Séc (Rádio Top 100)                    | 46            |
| Cộng hòa Séc (Singles Digitál Top 100)          | 3             |
| Denmark (Tracklisten)                           | 2             |
| Dominican Republic (SODINPRO)                   | 25            |
| Ecuador (National-Report)                       | 8             |
| Estonia (Eesti Ekspress)                        | 13            |
| Phần Lan (Suomen virallinen lista)              | 11            |
| France (SNEP)                                   | 21            |
| Trường songid là BẮT BUỘC CHO BẢNG XẾP HẠNG ĐỨC | 15            |
| Hong Kong (Metro Radio)                         | 1             |
| Hungary (Rádiós Top 40)                         | 33            |
| Hungary (Single Top 40)                         | 2             |
| Hungary (Stream Top 40)                         | 8             |
| Iceland (Tonlist)                               | 14            |
| Ireland (IRMA)                                  | 8             |
| Israel (Media Forest)                           | 8             |
| Italy (FIMI)                                    | 10            |
| Japan (Japan Hot 100)                           | 18            |
| Malaysia (RIM)                                  | 2             |
| Hà Lan (Dutch Top 40)                           | 18            |
| Hà Lan (Single Top 100)                         | 7             |
| New Zealand (Recorded Music NZ)                 | 1             |
| Norway (VG-lista)                               | 3             |
| Bồ Đào Nha (AFP)                                | 9             |
| Romania (Airplay 100)                           | 6             |
| Scotland (OCC)                                  | 16            |
| Singapore (RIAS)                                | 2             |
| Slovakia (Singles Digitál Top 100)              | 12            |
| Slovenia (SloTop50)                             | 14            |
| South Korea (Gaon)                              | 92            |
| Spain (PROMUSICAE)                              | 23            |
| Sweden (Sverigetopplistan)                      | 6             |
| Thụy Sĩ (Schweizer Hitparade)                   | 3             |
| Anh Quốc (OCC)                                  | 5             |
| Hoa Kỳ Billboard Hot 100                        | 2             |
| Hoa Kỳ Adult Contemporary (Billboard)           | 30            |
| Hoa Kỳ Adult Pop Airplay (Billboard)            | 15            |
| Hoa Kỳ Dance/Mix Show Airplay (Billboard)       | 18            |
| Hoa Kỳ Hot R&B/Hip-Hop Songs (Billboard)        | 2             |
| Hoa Kỳ Pop Airplay (Billboard)                  | 11            |
| Hoa Kỳ Rhythmic (Billboard)                     | 5             |
| US Rolling Stone Top 100                        | 2             |

| Chart (2020)               | Peak position |
| -------------------------- | ------------- |
| Brazil (Pro-Música Brasil) | 36            |

## Chứng nhận
| Quốc gia                                                                           | Chứng nhận  | Số đơn vị/doanh số chứng nhận |
| ---------------------------------------------------------------------------------- | ----------- | ----------------------------- |
| [ 86 ]                                                                             | {{{award}}} | 0                             |
| [ 87 ]                                                                             | {{{award}}} | 0                             |
| [ 87 ]                                                                             | {{{award}}} | 0                             |
| [ 87 ]                                                                             | {{{award}}} | 0                             |
| [ 87 ]                                                                             | {{{award}}} | 0                             |
| [ 87 ]                                                                             | {{{award}}} | 0                             |
| [ 87 ]                                                                             | {{{award}}} | 0                             |
| * Chứng nhận dựa theo doanh số tiêu thụ. ^ Chứng nhận dựa theo doanh số nhập hàng. |             |                               |

| Quốc gia | Chứng nhận | Số đơn vị/doanh số chứng nhận |
| --- | ---------- | ----------------------------- |
| Úc (ARIA) | Platinum   | 70.000‡                       |
| Canada (Music Canada) | Platinum   | 80.000‡                       |
| México (AMPROFON) | Gold       | 0‡                            |
| New Zealand (RMNZ) | Platinum   | 30.000‡                       |
| Tây Ban Nha (PROMUSICAE) | Gold       | 20.000‡                       |
| Anh Quốc (BPI) | Silver     | 200.000‡                      |
| Hoa Kỳ (RIAA) | Gold       | 500.000‡                      |
| * Chứng nhận dựa theo doanh số tiêu thụ. ^ Chứng nhận dựa theo doanh số nhập hàng. ‡ Chứng nhận dựa theo doanh số tiêu thụ và phát trực tuyến. |            |                               |

## Lịch sử phát hành
| Quốc gia       | Ngày                     | định dạng                      | Phiên bản            | Nhãn    | Ref.   |
| -------------- | ------------------------ | ------------------------------ | -------------------- | ------- | ------ |
| Toàn cầu       | Ngày 3 tháng 1 năm 2020  | Digital download streaming     | Original             | Def Jam | [ 95 ] |
| Vương quốc Anh | Ngày 3 tháng 1 năm 2020  | Đài phát thanh đương đại       | Original             | Def Jam | [ 96 ] |
| Hoa Kỳ         | Ngày 7 tháng 1 năm 2020  | Đài phát thanh đương đại       | Original             | Def Jam | [ 97 ] |
| Hoa Kỳ         | Ngày 7 tháng 1 năm 2020  | Rhythmic contemporary radio    | Original             | Def Jam | [ 98 ] |
| Hoa Kỳ         | Ngày 7 tháng 1 năm 2020  | Urban adult contemporary radio | Original             | Def Jam | [ 99 ] |
| Toàn cầu       | Ngày 3 tháng 2 năm 2020  | Digital download streaming     | Summer Walker Remix  | Def Jam |        |
| Toàn cầu       | Ngày 19 tháng 2 năm 2020 | Digital download streaming     | Florida Georgia Line | Def Jam |        |